# 国鉄シキ1形貨車 (2代)
国鉄シキ1形貨車（こくてつシキ1がたかしゃ）は、エチレンのフレキシバン方式での輸送用に1961年（昭和36年）10月5日に汽車製造で1両のみ製造された30 トン積み大物車である。同じ形式・番号のシキ1形がこれ以前に存在していたが、全く異なる車両で関係はない。私有貨車で、日本国有鉄道（国鉄）に車籍を編入していた。

## 概要
フレキシバンは、道路輸送と鉄道輸送を連絡するインターモーダル輸送の一形態である。道路上ではコンテナのような構造の荷台をトレーラーで牽引し、鉄道輸送に際してはこれを専用の貨車に備えたターンテーブルにトラクターで押し込むように搭載して、ターンテーブルを回転させることで所定位置に収容する。アメリカ合衆国で開発された技術で、日本では3種類の形態が試作された。このうち、大物車に類別されたのは本形式のみで、これは私有貨車として登録する必要上からであった。

## 構造
車体は全長14,300 mmで、通常の二軸台車2台のボギー車の構造であるが、全長にわたる構造は中梁のみで、側梁は存在していない。両端の台車の上の部分と、フレキシバンを搭載して回転させるターンテーブルの部分のみ全幅に渡る構造が存在している。ターンテーブルは油圧で昇降し、この油圧はトラックの24V電源に接続して駆動される電動ポンプで得られるようになっていた。ターンテーブルの回転は手動による。台車はTR63B形で、手動積空切り替え式のA弁とUC形シリンダーを組み合わせたブレーキを備えていた。
搭載するフレキシバンは1台で14.5 tあり、これを2台搭載するようになっていた。内部はエチレンガスのボンベを横に6つ、縦に3つの合計18本横倒しにして搭載していた。1本のボンベあたり400 リットル入りで、18本合わせてエチレンガスの搭載量は約2 トンであった。残りの約12.5 トンは、ボンベの自重とフレキシバン自体の重量である。フレキシバン自体は屋根を山形にした、全体としては箱型の構造である。

## 運用の変遷
本形式は、丸善石油（現・コスモ石油）所有の私有貨車で、新興駅常備であった。
丸善石油が松山製油所で使用するエチレンを、日本石油化学川崎製油所から輸送するために開発された。松山製油所は最寄の三津浜駅から3 kmほど離れており、専用線もなかったことから鉄道のみで運びこむことはできなかった。一方トラックのみでの輸送は、危険物の旅客船への積載禁止の法律上の制約から困難であった。このことから、浜川崎駅から宇高連絡船経由で三津浜駅まで鉄道輸送し、そこからトラックで輸送するためにフレキシバン方式が選択された。
使用実績の詳細は不明で、1968年（昭和43年）10月21日に汽車製造所有で小名木川駅常備、1972年（昭和47年）8月17日に合併により川崎重工業所有で岡本駅常備に変更された。1973年（昭和48年）10月23日に廃車となった。